# 機捜235
『機捜235』（きそう235、MOBILE INVESTIGATION UNIT 235）は、今野敏による日本の推理小説のシリーズ。光文社より2019年3月から刊行されている。
2020年4月から、テレビ東京系列でテレビドラマ化されている（後述）。

## あらすじ
警視庁第二機動捜査隊の渋谷分駐所は渋谷署内にあるが警視庁刑事部に所属する本部執行隊である。担当区域の渋谷区、世田谷区東部、目黒区を覆面パトカー（通称は機捜車）で巡回し（警察では「密行」という）、事件発生時にはすみやかに現場に駆けつけ初動捜査を行うことを職務とする。また時には所轄署の依頼を受けて張り込みや家宅捜索の応援を行う場合もある。
公務中に負傷した梅原健太に代わって、高丸卓也の新たな相棒として異動・着任してきたのは、白髪交じりでシワも目立ち、風貌からして、いかにも、うだつの上がらぬ定年間際ともいえる男・縞長省一だった。「機捜へこんなロートルがきた上に、俺のパートナーにもなるなんて…」と、意気消沈する高丸。
だが、そんな縞長がいた元の部署は、街の雑踏を行く通行人の中から指名手配犯を見抜く専門家集団・捜査共助課の見当たり捜査班。そこで苦労を重ね、独特の能力と実力を秘めた刑事だった。この二人が、次々に起きる事件を解決していく。

## 登場人物

### 警視庁第二機動捜査隊渋谷分駐所
高丸卓也（たかまる たくや）
主人公。巡査部長。機捜車コールサイン機捜235。34歳。
捜査一課入りを目標としているが機捜を腰掛けとは思っておらず、彼なりにプライドを持って仕事に励んでいる。しかし心のどこかでは「刑事たちのパシリ」という扱いに諦観しており、事件に対する思い入れは薄かった。
当初は出世を考えていたことから臨時の相棒である縞長を「足さえ引っ張らなければいい（くたびれたオッサンには期待していない）」と見ていたが、彼のことを知るに連れて尊敬するようになる。
ナイーブで気遣いができる性格であり、手柄を上げる縞長に乗っかって上司から褒められることを申し訳なく思っていた。一方で縞長ばかり手柄を立てることを面白くないとも思っていた。
縞長には見透かされていて「高丸がいたからこそ指名手配犯を検挙できた」と言われたことからストレスを低減させ、徐々にだが相棒として距離を詰めていっている。
年上の縞長には敬語を使っていたが、バディ同士なら無用ということでタメ口で話す間柄となった。しかし随所に敬語が混じっている。『昇華』では自然とお互いに敬語になってしまい、これが自分たちの自然体ということで敬語で話す仲になるなどドラマ版に近くなっている。
縞長省一（しまなが しょういち）
高丸の相棒。巡査部長。機捜車コールサイン機捜235。57歳。白髪頭で老け顔。柔道3段、合気道5段の腕前。通称「シマさん」。
任務中に怪我をした梅原健太の代わりに第二機動捜査隊に呼ばれ、高丸とバディを組む。
かつては捜査共助課見当たり捜査班に所属しており、指名手配犯500人の顔を脳に叩き込んでいる。整形していたとしても眼で判別が可能。
刑事になったのが40歳と遅く、手柄も立てられなかったため当時を知る者からは無能と誹られている。左遷寸前だった縞長は知り合いの上司から見当たり捜査班に引き上げられ、そこで必死に能力を高め必要とされる存在になろうとしていた。その結果、ダントツの検挙数をあげるようになり、縞長を知る者達からは「見当たり捜査のレジェンド」と呼ばれている。
現在は機動捜査隊の実績を上げたいと考える上層部の思惑により第二機動捜査隊へと配属される。当初は高丸から「定年間際のくたびれた中年」と侮られていたが、次々と指名手配犯を逮捕したことから尊崇と嫉妬の念を抱かれるようになる。
当初は頻繁に「白髪頭」であることをアピールする描写がされていたが『昇華』では一度も描写されていない。またドラマ版に近いキャラ付けもされている。
梅原健太（うめはら けんた）
高丸の元相棒。巡査部長。機捜車コールサイン機捜231⇒機捜236（『石礫』）。34歳。
『石礫』ではコンビニのトイレに拳銃を置き忘れた上に持ち去られるという失態を犯したため、序盤から謹慎を言い渡されてしまう。
井川栄太郎（いがわ えいたろう）
新入り。梅原の新たな相棒。巡査。機捜車コールサイン機捜231⇒機捜236（『石礫』）。27歳。
『石礫』では梅原が拳銃を持ち去られるという失態を犯したため、連帯責任ということで序盤から謹慎を言い渡されてしまう。
篠原克樹（しのはら かつき）
『石礫』から登場。警部補。機捜車コールサイン機捜231。
大久保実乃里（おおくぼ みのり）
『石礫』から登場。機捜車コールサイン機捜231。20代。女性機捜隊員。自ら隊の森田とは同期。
縞長の活躍に憧れて自分も見当たり捜査ができるようになりたいと希望するようになる。縞長の苦労話（毎日1000人の顔写真を見て特徴を覚える）を聞いて溜め息をついたものの「自分もいつかは挑戦してみます」と言っていた。ただペア長の篠原警部補によれば影響を受けやすい性格とのことで、次作の『昇華』では特殊犯捜査（SIT）を志望していると言っている。
『昇華』ではメインキャラクターとして登場。ドラマ版であった「捜査本部の人たちに訊くと色々教えてくれる」というやり取りが本作でも描かれている。相手も大久保には口が軽くなるため、情報収集能力に長けていると語られた。
徳田一誠（とくだ いっせい）
徳田班の班長。警部。45歳。機捜車コールサイン機捜231。
感情を表情に出さないため心情を読み取ることができない。部下だが年長者の縞長には敬語で話す。
班長という立場上、日勤で固定されているため機捜231の乗員は3人となっている（残りの2人が交代勤務となる）。
安永智代（やすなが ともよ）
『昇華』から登場。渋谷分駐所の所長。
元々はドラマ版のオリジナルキャラクターだったが本家に逆輸入された。それまでは登場しなかったので『石礫』では後述の新堀が高丸たちの上司として登場していた。

### 警視庁刑事部
新堀陽一（しんぼり よういち）
『石礫』から登場。二機捜隊長。警視。階級は警視庁の管理官と同等。「ボリさん」とも呼ばれる。
隊長といっても普段は新宿署10階の第二機動捜査隊本部に詰めており、高丸たちと顔を合わせることは滅多にない。
縞長を二機捜に引き抜いた張本人であり、TV版に登場する安永知世と設定が共通する。
気さくな性格で礼儀にはあまりこだわらないが、礼儀知らずというわけではない。
田端守男（たばた もりお）
『石礫』から登場。刑事部捜査一課課長。警視正。ノンキャリア。べらんめぇ口調で話す男気のある人物。
元々は著者の作品『警視庁強行犯係・樋口顕』の登場人物。その他、著者の作品では『安積班シリーズ』、『隠蔽捜査』シリーズ、萩尾警部補シリーズの『確証』、『同期』シリーズ、『警部補・碓氷弘一』シリーズにも登場する。

### 渋谷署刑事課
熊井猛（くまい たけし）
強行犯係。巡査部長。
横柄な態度でいつも仏頂面。愚痴っぽく嫌味な性格で、機捜は気楽だと高丸に絡んでくる。
『石礫』では序盤のみに登場。高丸たちが明け番から続けて張り込みの助っ人をすると聞き、さすがに嫌味の言葉を飲み込んでいた。

### 第二自動車警ら隊
吾妻幸雄（あづま ゆきお）
『石礫』に登場。巡査部長。乗車する自ら隊パトカーのコールサインは警視235で、高丸と縞長の機捜車と同じ番号。所属する新宿分駐所はニ機捜本部と同じ新宿署内にある。
物わかりがよく器の大きい中年。上司を前にしても涼しい顔をしていられるほど肝が据わっており、高丸にも感心されている。梅原が紛失した拳銃の入ったウェストポーチを届けてくれた恩人。
優秀で田端捜査一課長から「刑事になる気はないか」と聞かれたくらいだが、不眠不休の捜査本部を経験し刑事の仕事の大変さを目の当たりにして「俺はずっとパトカーに乗っていたい」と口にしている。
森田（もりた）
『石礫』に登場。自ら隊巡査。吾妻の部下。コールサイン警視235。機捜の大久保とは同期。
若いながらも観察眼はなかなかのもので吾妻からも褒められている。縞長からも「優秀な見当たり捜査員になれそうだ」と評された。

## 書誌情報・収録作品
機捜235
- 単行本：2019年3月6日発売、光文社、ISBN 978-4-334-91270-3
- 文庫本：2022年4月12日発売、光文社文庫、ISBN 978-4-334-79340-1

| タイトル | 初出                                    |
| -------- | --------------------------------------- |
| 機捜235  | 『宝石 ザ ミステリー』2011年12月        |
| 暁光     | 『宝石 ザ ミステリー 3』2013年12月      |
| 眼力     | 『宝石 ザ ミステリー 2014冬』2014年12月 |
| 不眠     | 『宝石 ザ ミステリー 2016』2015年12月   |
| 指揮     | 『宝石 ザ ミステリー Blue』2016年12月   |
| 潜伏     | 『小説宝石』2017年7月号                 |
| 本領     | 『小説宝石』2018年1月号                 |
| 初動     | 『小説宝石』2018年6月号                 |
| 密行     | 『小説宝石』2019年1月号                 |

石礫 機捜235
- 初出：『小説宝石』2021年3月号 - 2022年3月号
- 単行本：2022年5月25日発売、光文社、ISBN 978-4-334-91466-0
- 文庫本：2024年11月12日発売、光文社文庫、ISBN 978-4-334-10503-7

昇華 機捜235
- 初出：『小説宝石』2023年7月号 - 2024年5月号
- 単行本：2024年12月18日発売、光文社、ISBN 978-4-334-10512-9

## テレビドラマ
『今野敏サスペンス 機捜235』（こんのびんサスペンス・きそうにいさんご）と題して、2020年4月24日の19時57分 - 21時48分（JST）にテレビ東京系列で放送された。主演は中村梅雀。また、天童隆一管理官役には『警視庁強行犯係・樋口顕』のテレビ東京ドラマ版（主演・内藤剛志）でも同役を演じる榎木孝明が務める。
当初は、同年4月27日に放送を予定していたが、「金曜8時のドラマ」で開始予定だった『らせんの迷宮〜DNA科学捜査〜』の初回放送延期を受けて3日前倒しされ、単独のスペシャルドラマに変更して放送されることになった。
2023年1月27日から3月10日まで「金曜8時のドラマ」枠で連続ドラマが放送された。『今野敏サスペンス 機捜235×強行犯係 樋口顕』（こんのびんサスペンス・きそうにいさんご バイ きょうこうはんがかり・ひぐちあきら）と題し、全編にわたって『警視庁強行犯係 樋口顕』とのコラボレーションが展開される。
2023年4月期より『金曜8時のドラマ』が『ドラマ8』にリニューアルされることに伴い、2013年10月から約9年5か月続いた本枠の最終作となる。

### キャスト

#### 警視庁第二機動捜査隊渋谷分駐所
事務所は「警視庁渋谷中央警察署」内に設置。
縞長省一
演 - 中村梅雀
徳田班。階級は巡査部長。機捜235。
任務中に怪我をした梅原健太の代わりに第二機動捜査隊に呼ばれ、高丸とバディを組む。
誰に対しても敬語で話す。合気道5段（第2作）。空気が読めないところがあり、捜査で新しい情報を得たときには、高丸が恋人とデート中でも押しかけて居座ってしまう。
高丸卓也
演 - 平岡祐太
徳田班。階級は巡査部長。機捜235。
捜査一課を志望している。
徳田一誠
演 - 東根作寿英
徳田班の班長。階級は警部補。機捜234（第1作 - 第3作） → 機捜231（連ドラ）。
大久保実乃里
演 - 秋山ゆずき（第2作 - ）
徳田班。階級は巡査。機捜234（第1作 - 第3作） → 機捜231（連ドラ）。
空手3段（連ドラ第1話）。
浜川誠
演 - 須賀健太（連ドラ）
徳田班。階級は巡査。機捜231。
警視庁サイバー対策課から第二機動捜査隊渋谷分駐所に新たに配属された。
安永知世
演 - 山本未來
所長。階級は警部。

#### 樋口班
樋口顕
演 - 内藤剛志（連ドラ第1話・第2話・第5話 - 最終話）
警視庁捜査一課強行犯第三係一班（樋口班）係長。階級は警部。
中田裕之
演 - 小松利昌（連ドラ）
樋口班。階級は巡査部長。
藤本由美
演 - 片山萌美（連ドラ第1話 - 第4話・第6話・最終話）
樋口班。階級は巡査長。
菊池和馬
演 - 佐野岳（連ドラ）
樋口班。階級は巡査。天童管理官の甥。

#### 警察関係者
天童隆一
演 - 榎木孝明（第1作 - 第2作 / 連ドラ）
警視庁捜査一課の管理官。階級は警視。
船橋保
演 - 稲輪吉泰（第1作 - 第3作）
警視庁捜査一課の刑事。
市川陽介
演 - 別紙慶一（第2作 - 第3作）
警視庁捜査一課の刑事。
吉崎衛
演 - 斉藤暁（連ドラ第1話）
警視庁鑑識課。階級は警部補。

#### その他
佐野亜里沙
演 - 安座間美優
高丸の恋人。よく縞長に高丸とのデートを邪魔される。ドラマ版オリジナルキャラクター。

#### ゲスト
第1作 / 第2作 / 第3作 / 連続ドラマ

##### 第1作（2020年）
- 榎本睦美（EM法律事務所 弁護士） - 釈由美子[18]（中学生：上野星奈）
- 鈴木剛（飲食店の店主） - 金井勇太[18]
- 井川栄子（第二機動捜査隊渋谷分駐所徳田班・巡査・機捜234） - 柳ゆり菜[18]
- 諸岡仁志（警視庁捜査一課強行班4係 係長） - 岡田浩暉[18]
- 梅原健太（第二機動捜査隊渋谷分駐所徳田班・機捜235）[注 4] - 染谷俊之[18]
- 柏田竜二（東都新聞社会部 記者） - 住田隆
- 富岡理香（グリーンパーク不動産 元社員） - 階戸瑠李[18][23]
- 向井チヅ（認知症の老人） - 大方斐紗子
- 芦田綾香（スナック果林 ホステス・安斎の交際相手） - 日南響子
- 安斎隆次（志田と組んで窃盗を繰り返していた共犯者） - 土方鉄
- 向井里美（チヅの孫） - 高尾美有
- 松尾和也（城西金属加工 元従業員・20年前死亡） - 木原勝利
- 榎本雄一郎（城西金属加工 元社長・睦美の義理の父・20年前死亡） - 伊吹謙太朗
- 鈴木瑠奈（鈴木と早苗の娘） - 寺田藍月[24]
- 鈴木早苗（鈴木の妻） - 櫛野愛里[25]
- 榎本（睦美の母・雄一郎と再婚して5年後に死亡） - 渡辺利江子
- 柴田（EM法律事務所 事務員） - 下あすみ
- 遺体の第一発見者 - 藤夕子
- 記者 - 大塚かよ、山川恭平
- 木村豊（安斎になりすまして逃走した弟分） - 深谷心[26]
- 斉田（タクミ金属工業 社長・城西金属加工 元従業員） - 短論
- 西川（警官） - 石本政晶[27]
- 木下満（強盗傷害の指名手配犯） - 永井裕久[26]
- 冒頭の犯人A - 日高智弘[26]
- 冒頭の犯人B - 三嶋亮太[26]
- 志田信夫（常習窃盗の指名手配犯） - 芦川誠[18]
- 春日徹（グリーンパーク不動産 支店長） - 吉岡睦雄[18]
- 熊井勝（警視庁渋谷中央警察署刑事課 主任） - 神保悟志[18]

##### 第2作（2021年）
- 石黒健也（警視庁捜査一課 刑事） - 勝村政信[19]
- 佐伯美佳（カフェ「GROOM LAKE CAFE」店長） - 朝倉あき[19]
- 三浦祐輔（南青山8丁目法律事務所 弁護士） - 増田修一朗[28]
- 田辺幸子（放火犯） - 鳥居みゆき[19]
- 相田（警視庁捜査一課 刑事） - 和田圭市[29]
- 東京中央セキュリティ 警備員 - 浅見小四郎
- 勝又（巡査） - 西村誠治[30]
- 麻生（麻生の妻） - 井上奈々
- 河野（不審者の目撃者） - 小林三十朗[31]
- 宮沢耕助（丸ノ内花壇 会長） - 原岡見伍[32]
- 佐伯大地（美佳の息子） - 小山蒼海[32]
- ウェイトレス - 緒方ありさ[33]
- 警察官 - 柴山庸平
- 熊谷武志（冒頭の指名手配犯） - 町田大和
- 引ったくり犯 - 青木忠宏
- 引ったくり犯 - 渡部祐希
- 滝田圭介（12年前の真犯人） - 細谷文昭
- 加藤正治（美佳の父・大地の祖父・12年前強盗殺人容疑で逮捕されその後獄中死・実は無実） - 小磯勝弥
- 男の子 - 和田虎白[34]
- 女の子 - 宮地美然[34]
- 麻生友哉（麻生の息子） - 山田凜翔[34]
- 三浦芳江（三浦の妻） - 吉井怜[19]
- 須藤慎一（南青山8丁目法律事務所 弁護士） - 和田聰宏[19]
- 麻生公平（「town eats」配達員） - 袴田吉彦[19]
- 矢島崇（東京中央セキュリティ 警備員・元警視庁捜査一課 刑事） - 本田博太郎[19]

##### 第3作（2022年）
- 谷口洋一（警視庁捜査一課 主任） - 梶原善[35]
- 長谷瑠璃子（黎明医科大学付属病院 看護師） - 山下リオ[35]（幼少期：太田結乃[36]）
- 三村圭吾（警視庁第一機動捜査隊員） - 小久保寿人[35]
- 沼田恒造（厚生労働副大臣） - 鶴田忍[35]
- 斎藤淳一（斎藤電器店 店主・淳之介の父親） - 小野了
- 斎藤葉子（淳一の妻・淳之介の母親） - 村松恭子
- 立花（沼田副大臣の秘書） - 川井つと[37]
- 田崎正也（厚生労働省の事務次官公用車ドライバー） - 大滝明利[38]
- 倉沢巧（警視庁第一機動捜査隊員） - 増田貴久[38]（幼少期：鴇田蒼太郎[39]）
- 梶田誠一（連続ひったくり指名手配犯） - 生田拓馬
- 有川（金髪のコンビニ強盗犯） - 牧野裕夢[40]
- 望月玲奈（ひったくり被害者） - あやかんぬ[41]
- 須田夏子（黎明医科大学付属病院 看護師長） - わかばかなめ[42]
- 福田昭雄（失業者） - 松葉眞[43]
- 石田さくら（20年前に死亡した小児肝腫瘍の新薬投与治験者） - 小吹奈合緒
- 斎藤淳之介（20年前に死亡した小児肝腫瘍の新薬投与治験者） - 後藤りゅうと[36]
- 杉崎翔真（20年前に死亡した小児肝腫瘍の新薬投与治験者） - 石毛宏樹[44]
- 石田秀夫（ホームレス・さくらの父親） - 三浦浩一[35]
- 真壁智彦（重田由紀恵の秘書室長） - 山崎樹範[38]
- 神谷健吾（警視庁捜査一課 特殊犯係 管理官） - 永島敏行[35]
- 重田由紀恵（厚生労働事務次官） - 若村麻由美[38]

##### 連続ドラマ（2023年）
第1話
- 三輪夏美（イタリア食堂「ボラーレ」オーナー） - 雛形あきこ（最終話）
- 今井達哉（14年前に起きた警察署長一家放火殺人事件の指名手配犯・KHK工業 社員・サッカーコーチ・偽名「鈴木達哉」） - 今野浩喜（第2話 - 最終話）
- 山崎弓絵（ミライ投資ファンド 副社長・礼二の妻） - 小沢真珠
- 吉村恵梨香（派遣社員） - 北原里英
- 諏訪龍太郎（ミライ投資ファンド 専務） - 伊東孝明
- 山崎礼二（ミライ投資ファンド 社長・ダークキングスのリーダー） - 姜暢雄
- 田所敏夫（警視庁目黒中央警察署 署長・14年前焼死） - 中西良太（最終話）
- 西山義彦（遺体の第1発見者） - 鈴木拓（ドランクドラゴン）
- 植田博夫（KHK工業 社員） - 小宮孝泰
- 柏木優作（自動車窃盗常習犯） - 小野健斗
- 三輪春斗（三輪夏美の息子） - 三浦綺羅
- 優菜（火事場で今井達哉に助けられた女児） - 山田結愛
- 香奈子（優菜の母）　- 森林永理奈
- 立花（制服警官） - 堀江悟
- 広瀬（今井達哉の自転車の指紋を採取する鑑識員） - 竹内和彦
- 平塚（ドライクリーニング「ざうるす」配達員） - 満生碧
- チンピラ（今井達哉と路上で接触する） - 高橋良平、本田聡
- 三輪豊（KHK工業 前社長・夏美の父・故人） - 直井忠道
- 田所大地（田所敏夫とみどりの息子・14年前焼死） - 長野凌大（最終話）
- 田所みどり（田所敏夫の妻・14年前焼死） - 酒井絵麻（最終話）
- 葉山郁夫（警視庁渋谷中央警察署鑑識課 課長） - 田中要次（第6話・最終話）

第2話「石礫」
- 増田庸平（警視庁捜査一課特殊班） - 尾美としのり
- 小牧典浩（コンビニ「モンマート まつやま」店員・アザミの会主宰） - 林泰文
- 葛木進（警視庁捜査一課特殊班） - 冨家ノリマサ
- 津山英美（弁護士） - 東風万智子
- 内田繁之（手配中の爆破テロ犯） - 大西武志
- 荻生壮太（かつて冤罪で逮捕された青年） - 山口大地
- 内田繁之に監禁された人質 - 樋口柚子
- 小牧の同僚のコンビニ店員 - はなむらちこ
- 人質監禁場となった事務所の従業員 - 鶴町憲

第3話
- 蓮沼美那子（美容師） - 遊井亮子
- 池永恵（片倉書房 社員・蓮沼美那子の友人） - 星野真里
- 丸山修二（蓮沼美那子の元夫） - 山田純大
- 山瀬肇（警視庁捜査一課 警部） - 梨本謙次郎
- 苅谷尚人（ゲームクリエイター） - 宇田川宰
- 齋藤桃子（ファミレス「FLYING GARDEN」店員） - フィフィ
- 熊田伸介（ひったくり犯） - ニシダ・コウキ
- 村上拓郎（苅谷尚人の隣人） - 重松収
- 林宏之（警視庁捜査一課 巡査部長） - 湯川尚樹
- 塩見健太（ファミレスで暴れた男） - 脇知弘
- ファミレスで暴れた男 - 高木公佑
- 蓮沼陸（蓮沼美那子と丸山修二の息子） - 石毛宏樹（幼少期：中西縁）
- 丸山瑞希（蓮沼美那子と丸山修二の娘・7年前の強盗殺人事件の被害者） - 船附純白

第4話
- 南はる（伝説の詐欺師） - 小林幸子
- 丹野大賀（カフェ鹿鳴館 店員） - 坪倉由幸
- 宇藤雅治（警視庁世田谷中央警察署 刑事） - 徳井優
- 大山田舞子（大山田健の妻） - 三津谷葉子
- 大山田健（カフェ鹿鳴館 店長） - 永岡佑
- 泉拓海（警視庁世田谷中央警察署 刑事） - 辻京太
- 村上牧夫（ビルオーナー） - 林和義
- 牛島直樹（投資詐欺の被害者） - 栗山英宜
- 早乙女隆（今井達哉を轢いたトラックを工場に持ち込んだ人物） - 白石直也（最終話）
- 制服警官（遺体発見場の警備） - 柴山葉平（第2作・第3作）
- 業者（ハウスクリーニング「楽日舎」） - 田中貴裕
- 植木屋（園芸会社「Gardenゆたか」） - 世志男
- 責任者（トラックが持ち込まれた工場） - 柴崎真人
- 清掃員（トラックが持ち込まれた工場） - 小澤翔太

第5話
- 乾晃司（塾「智明進学スクール北池袋校」講師・元高校教師） - 赤井英和
- 後藤啓介（東和文芸出版人事部 次長） - 瀬川亮
- 花村萌香（女子高生） - 森日菜美
- 勝又剛士（警視庁捜査一課 刑事） - 小沢和義
- 乾美和子（乾晃司の妻） - 中原果南
- 川崎敬一（警視庁捜査一課 刑事） - 北代高士
- 乾翔平（乾晃司と美和子の息子） - 平野宏周
- 鳩村孝志（東和文芸出版人事部 部長） - 吉成浩一
- 林田建弥（不良チームリーダー） - 佐織迅
- 千晶（不良チームメンバー） - 石川古都
- 三木谷（塾「智明進学スクール北池袋校」塾長） - 金田誠一郎
- 川上（不良チームに恐喝された職員） - 鈴木とーる
- 警官（警視庁中野東警察署 制服警官） - 内藤聖羽
- 乾家の近所の主婦 - 司容熱子、高崎佳代
- 社員（データサイバー社） - 山本諭
- 浜川淳太（浜川敦也の息子） - 市野叶（第6話）
- 不良高校生（乾晃司の傷害事件被害者） - 舘秀々輝、水野哲志
- 浜川敦也（似顔絵の男・浜川誠の兄） - 尾上寛之（第6話・最終話）

第6話
- 安藤晴人（自動車窃盗犯） - 兵頭功海
- 志倉海斗（車を窃盗された被害者） - 櫻井圭佑（最終話）
- 志倉雅信（食品会社社長・海斗の父） - 篠塚勝
- 谷山敬（警視庁捜査一課 刑事） - 持永雄恵
- 飯塚なみ（クラブホステス） - 結城陽葵
- 新田（渋谷文化ホール スタッフ） - 高園みほ
- タクシー運転手 - 井川哲也

最終話
- 史恵（アオイパークホテル 従業員） - 下あすみ

### スタッフ
- 原作 - 今野敏
  - 第1作 - 第3作 - 『機捜235』[17]
  - 連続ドラマ - 『機捜235』シリーズ（光文社） / 『警視庁強行犯係・樋口顕』シリーズ（幻冬舎）、第2話のみ『石礫 機捜235』（光文社）
- 脚本
  - 第1作 - 安井国穂
  - 第2作・第3作 - 安井国穂、村川康敏
  - 連続ドラマ - 安井国穂、村川康敏、坂上かつえ、政池洋佑、山岡潤平[15]
- 監督
  - 第1作 - 第3作 - 児玉宜久
  - 連続ドラマ - 児玉宜久、川口浩史、細川光信、本田隆一[15]
- テーマ音楽 - 安部潤 feat.中村梅雀（78label）（第2作・第3作）
- 音楽 - 安部潤、下田義浩（連続ドラマ）
- テーマ曲 - 中村梅雀（連続ドラマ）
- 主題歌 - 小林柊矢「愛がなきゃ」（Polydor Records）[47]（連続ドラマ）
- 警察監修 - 石坂隆昌
- アクション - 深作覚
- カースタント - スーパードライバーズ（雨宮正信、川上敏夫）
- 技術協力 - アップサイド
- 美術協力 - 京映アーツ
- チーフプロデューサー - 中川順平（テレビ東京）、山鹿達也[注 6]（テレビ東京）
- プロデューサー - 川村庄子（テレビ東京）、元信克則（ユニオン映画）、岡本慶章（ユニオン映画）
- 制作著作 - テレビ東京、BSテレ東、ユニオン映画（第1作 - 第3作）
- 製作 - テレビ東京、ユニオン映画（連続ドラマ）

### 放送日程

#### 第1作 - 第3作
| 話数 | 放送日        | サブタイトル                                                         | 脚本              | 監督     |
| ---- | ------------- | -------------------------------------------------------------------- | ----------------- | -------- |
| 1    | 2020年4月24日 | 今野敏サスペンス 機捜235 春の新作！主演中村梅雀                      | 安井国穂          | 児玉宜久 |
| 2    | 2021年7月19日 | 今野敏サスペンス 機捜235II 中村梅雀主演 傑作痛快エンターテインメント | 安井国穂 村川康敏 | 児玉宜久 |
| 3    | 2022年5月16日 | 今野敏サスペンス 機捜235III                                          | 安井国穂 村川康敏 | 児玉宜久 |

#### 連続ドラマ
- 初回は2時間スペシャル。

| 話数 | 放送日        | ラテ欄                                                                                          | 脚本       | 監督     |
| ---- | ------------- | ----------------------------------------------------------------------------------------------- | ---------- | -------- |
| 1    | 2023年1月27日 | 激走24時! 警視庁最悪のコールドケース 最強タッグ刑事が暴く殺人メールの謎と14年 放火逃亡犯の正体! | 安井国穂   | 児玉宜久 |
| 2    | 2月03日       | 爆弾犯からの挑戦状 午後4時の2つの罠                                                             | 村川康敏   | 川口浩史 |
| 3    | 2月10日       | 疑惑〜7年前の殺人 "耳"が暴く真犯人                                                              | 坂上かつえ | 細川光信 |
| 4    | 2月17日       | 機捜VS.伝説の詐欺師 5千万円大争奪戦!                                                            | 政池洋佑   | 本田隆一 |
| 5    | 2月24日       | 機捜VS.謎の家出少女 転落家族㊙救出作戦                                                          | 村川康敏   | 本田隆一 |
| 6    | 3月03日       | 縞長刑事が誘拐危機 盗難車トリック暴け                                                           | 山岡潤平   | 児玉宜久 |
| 7    | 3月10日       | 未解決事件の真犯人 最強チーム逆転捜査                                                           | 安井国穂   | 児玉宜久 |